# Death Bed: The Bed That Eats
Death Bed: The Bed that Eats ist ein US-amerikanischer Independent-Horrorfilm unter der Regie von George Barry aus dem Jahr 1977. Der Film handelt von einem von einem Dämon besessenen Bett, das jeden Menschen, der sich ihm auch nur nähert, verschlingt. Der Film arbeitet auch mit Elementen einer Komödie. Eine deutsche Fassung existiert nicht.

## Handlung
Der Film beginnt mit einem schwarzen Bild, untermalt von Kaugeräuschen, daraufhin erscheint ein „Breakfast“-Schriftzug. Die Kaugeräusche stammen von einem klobigen Bett in einer alten Villa. Die Villa gehörte Aubrey Beardsley, der als Untoter hinter einem Bild des Bettes gefangen ist. Er erzählt die Geschichte um das Bett.
Ein junges Liebespaar will sich auf dem Bett vergnügen. Das Bett isst unbemerkt zunächst ihren Proviant auf. Später wird das Liebespaar selbst verschlungen. Das an der Hand der Frau herunterlaufende Blut löscht das Licht der sich auf dem Boden befindlichen Kerze und der Titel des Films wird eingeblendet.
Ein „Lunch“-Schriftzug wird eingeblendet. Die drei Frauen Diane, Sharon und Suzan nähern sich der Villa. Suzan will auf dem Bett schlafen und wird von ihm bestialisch getötet. Ihre Leiche wird von einem Dämon unter die Erde befördert. Das Kreuz, das Suzan um den Hals getragen hatte, erhält Aubrey Beardsley. Aubrey schildert ein paar Morde, die das Bett begangen hat, darunter der an einem Pastor, einer Frau, einem Kind, an zwei Kriminellen und an ihm selbst. Von jedem der Opfer erhielt Aubrey Beardsley eine Gabe, zumeist Ringe.
Sharons Bruder macht sich Sorgen um seine Schwester und will sie abholen. Sharon und Diane suchen derweil nach Suzan. Diane schlägt vor, dass Sharon mit dem Auto zurück in die nächste Stadt fahren soll, um Hilfe zu holen.
Eine „Dinner“-Aufschrift wird eingeblendet. Sharon bleibt unterwegs mit einer Panne liegen und macht sich anschließend zu Fuß auf den Rückweg zum Haus. Unterdessen legt sich Diane ins Bett, um sich darin auszuruhen. Sie schläft dabei ein und hat einen bizarren Traum von Suzan. Als sie aufwacht und aufstehen will, wird sie von dem Bett attackiert und dabei angefressen, kann sich aber noch daraus retten. Verzweifelt und mit blutüberströmter Jeans kriecht sie danach auf den Ausgang zu, doch das Bett umfasst mit einem Laken Dianes Beine und zieht sie zu sich zurück. Sharon kommt zurück und versucht ihr zu helfen, muss aber trotzdem mitansehen, wie Diane getötet und vom Bett verspeist wird. Sharons Bruder findet seine völlig verstörte Schwester in dem Raum mit dem Bett vor, welches einen Augapfel erbricht. Sharons Bruder will das Bett mit einem Messer töten, dabei werden seine Hände bis auf die Knochen vom Bett gefressen.
Eine „The Just Dessert“-Aufschrift wird eingeblendet. Sharons verzweifelter Bruder bittet sie, ihm seine Handknochen abzubrechen und ins Feuer zu werfen. Sie tut es. Aubrey Beardsley sieht die Gelegenheit günstig und erklärt Sharon, wie sie das Bett töten kann. Es gelingt ihr schließlich in einem Ritual mithilfe der Hände ihres Bruders – das Bett fängt an zu brennen und explodiert in einem Feuerball.

## Produktion
Die Dreharbeiten für Death Bed: The Bed That Eats begannen bereits 1972 und wurde 1977 beendet. Die meisten Szenen entstanden in einem Haus auf Keelson Island, Detroit. Die Produktionskosten betrugen geschätzte 30.000 US-Dollar.
Der Film wurde nach seiner Fertigstellung nicht veröffentlicht, jedoch existierten illegale Kopien. Erst 2003 wurde der Film auf DVD veröffentlicht. Er lief 2010 auf dem Festival otrleho divaka in der Tschechischen Republik.